# Mecanismo de oxidación de alcoholes con ácido crómico
La oxidación de un alcohol con ácido crómico produce un compuesto carbonílico. Dependiendo del alcohol y del agente oxidante puede resultar que se obtenga un aldehído, una cetona o un ácido carboxílico.

## Mecanismo
El mecanismo procede en varios pasos generalmente presentados de la siguiente manera:

### Paso 1
El ácido crómico es protonado casi de inmediato se rompe el enlace con el cromo para formar agua, la parte parcialmente positiva del cromo se une con la negativa del alcohol para formar un éster cromado;

### Paso 2
El agua se protona formando un ion hidronio, se forma el doble enlace con el oxígeno para formar una cetona, el cromo se reacomoda para formar el ion cromito más estable:

El paso 2 es el determinante de la velocidad de la reacción, los alcoholes terciarios no cuentan con el hidrógeno en el carbono que contiene la hidroxilo y no experimentan oxidación con facilidad.
- Datos: Q12182359